# Le premier cigare
Le premier cigare è una fotopittura animata francese del 1897 diretta da Charles-Émile Reynaud, presentata per la prima volta al consiglio d'amministrazione del Museo di Grévin di Parigi il 30 giugno 1897 e proiettata al pubblico allo stesso museo tra il luglio 1987 e il dicembre 1898.

## Trama
Un giovane scolaro, interpretato da Félix Galipaux, alle prese con il suo primo sigaro.

## Produzione
Il 28 ottobre 1892, Charles-Émile Reynaud dà la prima proiezione pubblica di uno spettacolo di immagini in movimento al museo Grévin di Parigi. Lo spettacolo, annunciato come "pantomime luminose" (Pantomimes Lumineuses), comprende tre sequenze animate: Pauvre Pierrot, Un bon bock e Le clown et ses chiens, ciascuno costituito da 500-700 lastre di vetro dipinte individualmente dallo stesso Reynaud e della durata di circa 15 minuti.
Successivamente alla nascita del cinema e delle "fotografie in movimento", anche Reynaud è costretto a piegarsi a questa nuova moda e realizza per il suo teatro ottico quelle che chiama "fotopitture animate". Si tratta di animazioni realizzate con sequenze di fotografie dipinte a mano, utilizzate al posto dei disegni, riprese attraverso uno strumento ottico creato dallo stesso Reynaud: il foto-scenografo. Di questo tipo di animazioni verranno prodotti da Reynaud i titoli:  Guillaume Tell (1896), Le premier cigare (1897) e Les clowns Price (1898).